# Apamea speciosa
Apamea speciosa är en fjärilsart som beskrevs av Morrison 1874. Apamea speciosa ingår i släktet Apamea och familjen nattflyn. Inga underarter finns listade i Catalogue of Life.